# 労働社会主義インターナショナル
労働社会主義インターナショナル（英語: Labour and Socialist International (LSI) 、ドイツ語: Sozialistische Arbeiter-Internationale, SAI 。ドイツ語から 社会主義労働者インターナショナル とされる場合もある）は、かつて存在した社会主義（社会民主主義）政党や労働党による国際組織。戦間期の1923年から1940年にかけて活動した。第一次世界大戦に際して崩壊した第二インターナショナルを引き継ぐ組織であり、現在まで続く社会主義インターナショナルの先駆となる組織でもある。

## 活動
1923年、ツィンマーヴァルト運動を継承する国際社会党委員会（International Socialist Commission、いわゆる「ベルン・インターナショナル」）と、オーストリア・マルクス主義派を中心とする国際社会党行動同盟（International Working Union of Socialist Parties、いわゆる「ウィーン・インターナショナル」または「第二半インターナショナル」）が合流して結成された。
主にヨーロッパにおいて、共産主義者の国際組織である第三インターナショナル（コミンテルン）と激しい勢力争いを繰り広げたが、中央集権的な組織機構は持っていなかった。一般にはロシア革命（十月革命）以降、共産主義への移行を拒否した社会民主主義者が第二インターナショナルを再建した組織とみられており、インターの内部ではドイツ社会民主党の影響力が非常に強かった。
国家社会主義ドイツ労働者党の台頭を前に1933年、ドイツにおいて共産党との共闘を呼びかけたが失敗し、アドルフ・ヒトラーの権力掌握を許す。その後、部分的な統一戦線の試みがなされることもあったが、大きな成果にはなっていない。一般に南ヨーロッパ諸国では統一戦線が形成される傾向にあり、イギリスやスカンディナヴィア諸国では拒絶される傾向にあった。後の人民戦線においても、大きな成果を上げたのはフランスとスペインであった。またリーフ共和国などの例外もあったが、ヨーロッパの政党がほとんどを占めていたこともあり、植民地問題については大方冷淡だった。ソビエト連邦の領域から亡命した政党が多かったことも、コミンテルンとの共闘を阻害する一因だった。
第二次世界大戦に際して解散したが、その活動は戦後、1951年に結成される社会主義インターナショナルにつながった。

## 主な構成政党
- アルゼンチン - アルゼンチン社会党（Socialist Party）
- アルメニア - アルメニア革命連盟
- オーストリア - オーストリア社会民主労働党
- ベルギー - ベルギー労働党（Belgian Labour Party、ワロン系社会党、フラマン系社会党の前身）
- ブルガリア - ブルガリア社会民主労働者党（Bulgarian Social Democratic Workers Party (Broad Socialists)）
- 中華民国 - 中国社会党
- チェコスロヴァキア - チェコスロヴァキア社会民主労働者党
- チェコスロヴァキア - チェコスロヴァキア・ドイツ社会民主労働者党（German Social Democratic Workers Party in the Czechoslovak Republic）
- チェコスロヴァキア - ポーランド社会労働者党[8]（Polish Socialist Workers Party）
- デンマーク - デンマーク社会民主連合
- エストニア - エストニア社会労働者党（Estonian Socialist Workers' Party）
- フィンランド - フィンランド社会民主党
- フランス - フランス社会党 (SFIO)
- 自由都市ダンツィヒ - 自由都市ダンツィヒ社会民主党（Social Democratic Party of the Free City of Danzig）
- ドイツ - ドイツ社会民主党
- グルジア - グルジア社会民主労働党（Social Democratic Labour Party of Georgia・メンシェヴィキ）[9]
- イギリス - 労働党
- イギリス -独立労働党（Independent Labour Party）
- ハンガリー - ハンガリー社会民主党（Hungarian Social Democratic Party）
- アイスランド - アイスランド社会民主党（Social Democratic Party、同盟の前身）
- イタリア - イタリア社会党
- ラトビア - ラトビア社会民主労働者党（Latvian Social Democratic Workers' Party）
- リトアニア - リトアニア社会民主党
- ルクセンブルク - ルクセンブルク労働者党
- オランダ - 社会民主労働者党（Social Democratic Workers' Party、労働党の前身）
- ノルウェー - ノルウェー労働党[10]
- イギリス委任統治領パレスチナ - マパイ（イスラエル労働党の前身）
- ポーランド - ポーランド社会党
- ポーランド - ポーランド・ドイツ社会労働党（German Socialist Labour Party of Poland）
- ポルトガル - ポルトガル社会党
- ルーマニア - ルーマニア社会民主党（Romanian Social Democratic Party、社会民主党の前身）
- ロシア - ロシア社会民主労働党 (メンシェヴィキ)
- ロシア - 社会革命党
- スペイン - スペイン社会労働党
- スウェーデン - スウェーデン社会民主労働党
- スイス - スイス社会民主党
- ウクライナ - ウクライナ社会民主労働党（Ukrainian Social Democratic Labour Party）
- ウルグアイ - ウルグアイ社会党（Socialist Party of Uruguay）
- アメリカ合衆国 - アメリカ社会党
- ユーゴスラビア - ユーゴスラビア社会党（Socialist Party of Yugoslavia）